# كأس جبل طارق لكرة القدم
كأس جبل طارق هي بطولة كرة القدم يتم تنظيمها سنويًا لأندية كرة القدم في إقليم جبل طارق من قبل اتحاد جبل طارق لكرة القدم،
وتعد من أهم البطولات في إقليم جبل طارق ويعد نادي لينكولن ريد إيمبس أكثر الأندية تتويجأ بالبطولة.